# تاوغيلت
تاوغيلت هي  جماعة قروية في دائرة ورغة التابعة إقليم سيدي قاسم ضمن جهة الغرب شراردة بني حسين بالغرب المغربي. يتبع تاوغيلت مشيختين و31 دوار وكان مجموع السكان 14.108 نسمة.(تعداد السكان الرسمي 2004)

## التقسيمات الإداريّة
تعتبر تاوغيلت إحدى الجماعات القروية المشكّلة لدائرة ورغة، وهو التقسيم الإداري من المستوى الخامس المعتمد في المغرب. تنقسم دائرة ورغة إلى 5 جماعات قروية تختلف من حيث السكان والمساحة، والتي بدورها تنقسم إلى مشيخات تضم عدداً من الدواوير.

## دواوير الجماعة
- دوار بني سنانة
- دوار ولاد أبو بكر
- دوار قباب